# Borohrádek
Borohrádek − miasto w Czechach, w kraju hradeckim.
Według danych z 31 grudnia 2003 powierzchnia miasta wynosiła 1 398 ha, a liczba jego mieszkańców 2 152 osób.

## Demografia
| Rok             | 1970  | 1980  | 1991  | 2001  | 2003  |
| --------------- | ----- | ----- | ----- | ----- | ----- |
| Liczba ludności | 2 180 | 2 258 | 2 193 | 2 136 | 2 152 |

Źródło: Czeski Urząd Statystyczny